# Bérces József
Bérces József (Dorog, 1938. február 2. – 2015. november 15.) magyar ökölvívóedző.

## Tanulmányai
Bányagép- és Villamosipari Technikumban felsőfokú szállítási szakképesítést szerzett, bányaelektrolakatos, autószerelő, központifűtés-szerelő szakmunkásvizsgát tett. TFTI edzői oklevelet szerzett, ökölvívó szakedző, nevelő edző.

## Sportpályafutása
1953/62: a Petőfibányai Bányász SK ökölvívója. 1962-től ugyanott edző, a Petőfibányai Bányász SK országos hírű ökölvívó nevelő szakosztályának kialakítója. Tanítványai közül Juhász László junior Európa-bajnok, Tari Gábor, Borók Imre, Rezes László, Tóth László magyar bajnokok.

## Cikkei
- Heves Megyei Népújság (1977)
- Népsport

## Művei
- Villámgyorsan, kőkeményen. Kézirat
- A Petőfibányai Bányász SK története. Kézirat.